# John Fuqua
John Fuqua é um ex-jogador profissional de futebol americano estadunidense

## Carreira
John Fuqua foi campeão da temporada de 1975 da National Football League jogando pelo Pittsburgh Steelers.